# Honorio (emperador)
Flavio Honorio Augusto (en latín: Flavius Honorius Augustus; Constantinopla, 9 de septiembre de 384-Rávena, 15 de agosto de 423) fue emperador del Imperio romano de Occidente desde el año 395 hasta su muerte. Era el hijo menor de Teodosio I y su primera mujer, Aelia Flacila, y el hermano del emperador de Oriente, Arcadio. Honorio fue nombrado emperador de Occidente a la edad de 10 años, tras la muerte de su padre en enero de 395. En la primera parte de su reinado dependió del liderazgo militar del general vándalo Estilicón. Para estrechar los lazos con el joven emperador, Estilicón le hizo casar con su hija María. Su reinado se caracterizó por el desmembramiento del Imperio romano de Occidente. Cuando Honorio murió, el imperio estaba al borde del derrumbamiento.
Su reinado de veintiocho años fue uno de los más desastrosos en los anales romanos. En un momento de disensión interna y violentos ataques del exterior, la supuesta debilidad y timidez de Honorio ha sido a menudo considerada como un factor más que contribuyó a la rápida desintegración de la mitad occidental del imperio.

## Reinado

### Primeros años y llegada al trono

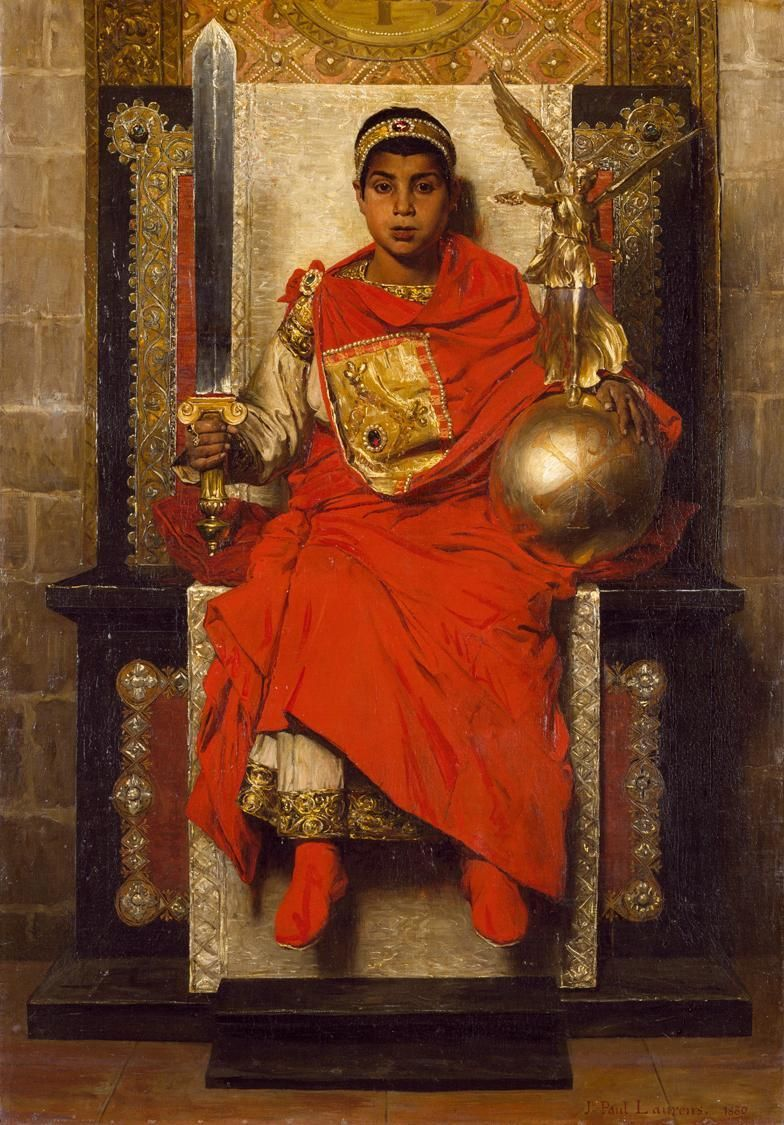
El Emperador Honorio, Jean-Paul Laurens (1880). Honorio se convirtió en augusto de Occidente el 23 de enero de 393, a la edad de 8 años.

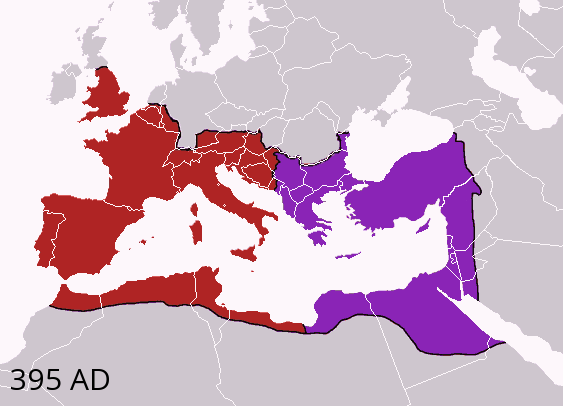
Después de la partición del Imperio en 395, en rojo la pars occidentalis, Imperio romano de Occidente, que correspondió a Honorio.

Honorio era hijo del emperador Teodosio I y de Elia Flacila. Tenía un hermano mayor, Arcadio, y una hermana, Elia Pulqueria, muerta a temprana edad. Teodosio lo nombró nobilissimus puer y le concedió el consulado en el año 386, cuando Honorio contaba solamente con dos años de edad. Honorio se reunió con su padre en Roma en el 389 y regresó a Constantinopla en el 391. 
En el 392 murió Valentiniano II, augusto de Occidente, y poco después el magister militum de origen germano Arbogasto elevó al trono a Eugenio, por entonces magister scriniorum (jefe de la cancillería). Teodosio simuló inicialmente aceptar al nuevo colega, pero luego, el 23 de enero de 393, proclamó a Honorio, que entonces tenía 8 años de edad, augusto de Occidente, asociándolo al trono tal como había hecho 10 años antes con Arcadio y enfrentándolo directamente con Eugenio. El 6 de septiembre de 394 Eugenio fue derrotado en la batalla del río Frígido. En ese mismo año Teodosio convocó a Honorio a la corte de Milán.
Cuando murió Teodosio, el 17 de enero de 395, se respetó su voluntad de dividir el gobierno del Imperio entre sus dos hijos: así a Arcadio le correspondió la mitad oriental y a Honorio la mitad occidental. Desde el punto de vista formal esta división era puramente administrativa ya que no constituía una novedad en la historia de Roma, ya que se mantenía la unidad del Imperio; sin embargo, constituyó un acontecimiento de la mayor importancia, ya que a partir de ese momento ningún otro emperador reinó simultáneamente sobre las mitades occidental y oriental del Imperio.
Honorio instaló al principio su capital en Milán, pero cuando los visigodos invadieron Italia en 401, trasladó su capital a la ciudad costera de Rávena.

### Estilicón, hombre fuerte del imperio (395-408)
Al ser Honorio todavía menor de edad, se confió la regencia a Estilicón, un general de origen vándalo. Estilicón quiso asegurar su posición mediante lazos familiares, disponiendo el matrimonio del joven emperador con su hija María (año 398). Se conserva un epitalamio escrito para la ocasión por el poeta de la corte Claudiano. Tras la muerte de María, Honorio contrajo matrimonio con otra hija de Estilicón, Termancia (año 408).
Durante el reinado de Honorio el Imperio de Occidente se vio sometido a grandes fuerzas desintegradoras, ya fueran exteriores, protagonizadas por invasiones bárbaras, o internas, motivadas por las rebeliones de usurpadores (las fuentes contemporáneas citan hasta nueve).
En el 397 el comes Africae Gildo se rebeló, pero la revuelta fue sofocada un año más tarde (31 de julio de 398).
Entre los años 401 y el 403 Estilicón rechazó la primera invasión de Italia por Alarico. A consecuencia de esta guerra Honorio trasladó en 402 la capital de Milán, más expuesta, a Rávena, cuya defensa se veía facilitada por estar rodeada por un anillo de pantanos y de sólidas fortificaciones. No obstante, si bien la capital era fácil de defender, su situación no era propicia para que las fuerzas romanas protegieran la Italia central de las incursiones bárbaras. La necesidad de defender Italia obligó a Estilicón a desguarnecer la Galia.
En el 405 un ejército bárbaro al mando del godo Radagaiso invadió Italia, llevando la devastación al corazón del Imperio de Occidente hasta que fue derrotado por Estilicón en el 406.
El 31 de diciembre del año 406 un ejército de alanos, suevos y vándalos atravesó la frontera e invadió la Galia. Estos pueblos se trasladaron a Hispania en el 409.
Mientras tanto se iba debilitando el control de Roma sobre Britania. Aisladas, las guarniciones romanas en esa provincia apoyaron a distintos usurpadores, entre ellos Marcos (406-407), Graciano (407) y Constantino, quien invadió la Galia en el 407 y ocupó Arlés (Arelate).
La influencia política de Estilicón crecía con cada victoria conseguida, pero con ello también aumentaba la oposición hacia el general arriano en la corte, en particular la del partido contrario a la negociación con los pueblos bárbaros, dirigido por Olimpio. En el año 408 Honorio dio crédito a las sospechas y acusaciones contra Estilicón que partían del grupo dirigido por Olimpio. Estilicón fue condenado a muerte y también se acabó con la vida de su hijo.

### Derrumbamiento del Imperio romano de Occidente

Fragmentación del Imperio occidental en el año 410. Zonas de control:
Honorio
Constantino de Britania
Máximo de Hispania
Átalo y Alarico
Britanorromanos
Bagaudas
Alanos, suevos y vándalos
El año 410 fue el momento más crítico para Honorio quien solo controlaba el norte de Italia, el Ilírico occidental y África. Llegó a preparar su huida a Constantinopla para el caso de que África cayese en manos de Átalo y Alarico.

En el año 408 Alarico invadió Italia por segunda vez y tras asediar Roma impulsó la usurpación del senador Prisco Átalo mientras que se producía la rebelión de los generales Geroncio y Máximo en Hispania. Para acabar con Átalo, Honorio intentó negociar con Alarico, que retiró su ayuda al pretendiente imperial en 410, pero Italia quedó devastada y Roma saqueada en 410. Geroncio, general de Constantino, había proclamado a Máximo emperador en Hispania contra el propio Constantino, pero Honorio inscrito en la lucha entre Constantino, Máximo y Geroncio envió a su propio general Flavio Constancio, que reprimió las rebeliones en 411. 
Galia volvió a ser otra vez fuente de conflictos para Honorio. Después de que las tropas de Flavio Constancio regresaran a Italia, Jovino se rebeló en el norte de Galia, con la ayuda de los alanos, los burgundios y la nobleza gálica. Jovino intentó negociar con Ataúlfo (412), pero la proclamación de su hermano Sebastiano como emperador llevó a la alianza de Ataúlfo con Honorio quien encargó a Ataúlfo acabar con el usurpador, y derrotándolo y ejecutándolo en 413. 
En 414, Flavio Constancio atacó a Ataúlfo, que proclamó de nuevo emperador a Átalo. Ataúlfo fue forzado por el general romano a refugiarse en Hispania, y Átalo, perdiendo otra vez la ayuda de los visigodos, fue capturado y depuesto. 
La parte del noreste de la Galia quedó bajo la influencia de los francos, mientras que un tratado firmado en 418 concedió a los visigodos la parte del sudoeste, la anterior Galia Aquitanense. 
Entre los años 420 y 422 (cuando Máximo, el mismo u otro, volvió a levantarse en Hispania) Honorio aceptó al general Flavio Constancio, desde 417 esposo de su hermana Gala Placidia, como coemperador (421). A la muerte de Constancio, volvió a gobernar como único emperador (422).

### Muerte
Honorio murió de hidropesía en agosto de 423 sin dejar heredero, lo que hizo que su sobrino Teodosio II quedase como emperador de ambas mitades del Imperio. Sin embargo, a los pocos meses, Juan consiguió ser nombrado emperador y esto llevó a una guerra civil de la que salió victorioso Teodosio II quien impuso a su primo Valentiniano III, hijo de Gala Placidia y Constancio III como emperador occidental.

## Saqueo de Roma

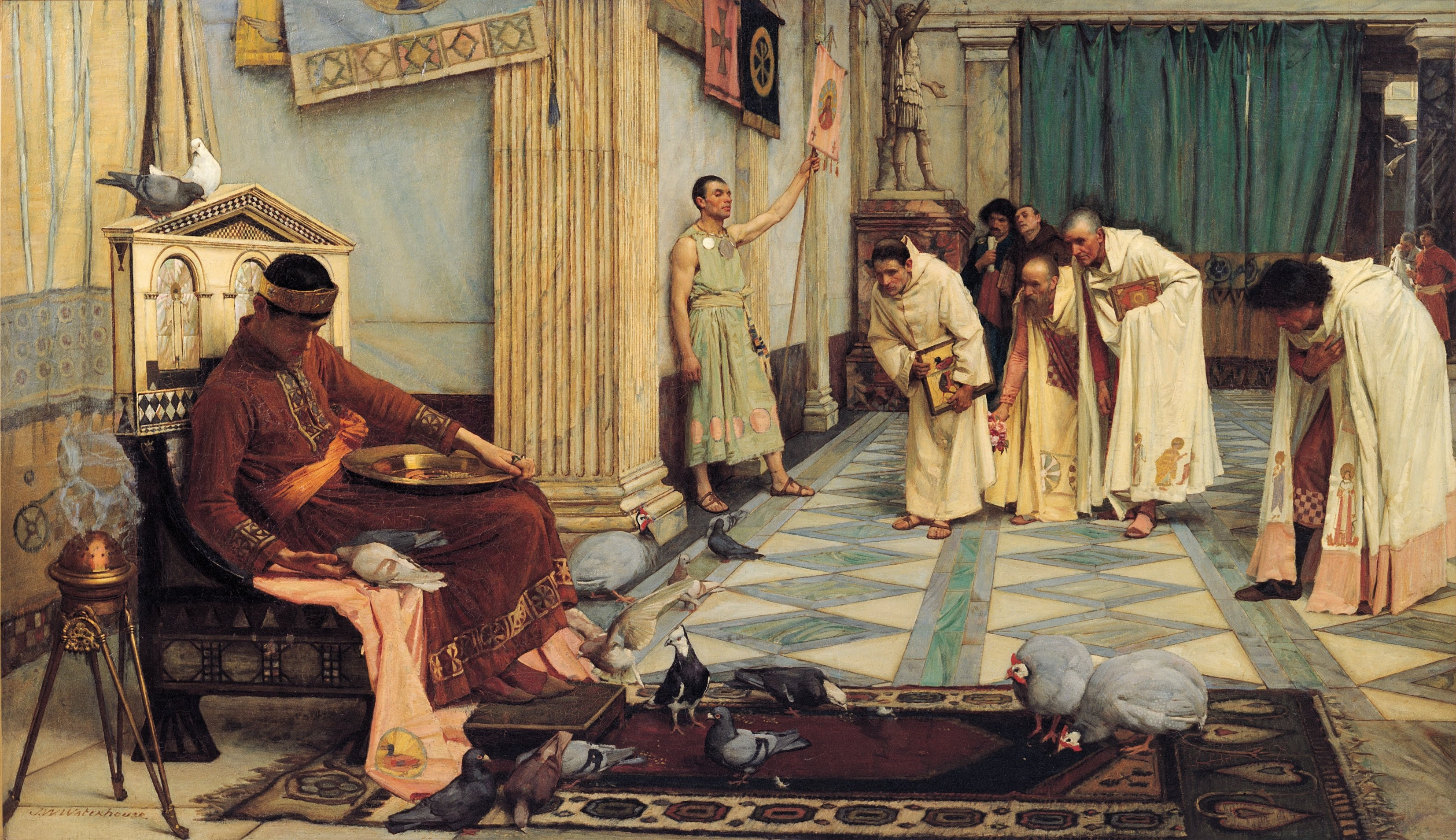
Los favoritos del emperador Honorio, de John William Waterhouse, 1883.

El acontecimiento más notable de su reinado fue el asalto y saqueo de Roma ocurrido el 24 de agosto de 410 por los visigodos bajo el mando de Alarico. La ciudad había estado bajo el asedio de los visigodos desde poco después de la defenestración y posterior ejecución de Estilicón. Los consejeros de Honorio eran duchos en las intrigas palaciegas, pero incapaces de dirigir un ejército que combatiera eficazmente a Alarico, y la falta de un general fuerte que pudiera controlar el ejército romano dio pocas oportunidades a Honorio para atacar directamente a los visigodos. Por todo ello adoptó la que, aparentemente, era la única estrategia posible: esperar pasivamente el agotamiento de los visigodos, e ir movilizando al tiempo las tropas de las que disponía. Lamentablemente, esta actitud de Honorio fue vista como un signo de debilidad e indecisión, tanto por sus contemporáneos como por los historiadores posteriores. 
Si este plan se pudo llevar a cabo es quizás debatible, especialmente porque él se privó de varios oficiales expertos; en todo caso fue sobrepasado por los acontecimientos. Minados por el hambre, algunos defensores abrieron Roma a Alarico. La ciudad no había estado bajo control de una fuerza extranjera desde la invasión de los galos unos ocho siglos antes. 
La victoria visigoda provocó un daño emocional mayor que el daño real que sufrió la ciudad, originando una enorme conmoción en la época cuyos ecos resonaron desde Britania hasta Jerusalén, (san Jerónimo escribió: In una urbe totus orbis interiit; "en una ciudad perece el universo entero") e inspiraron a San Agustín para escribir su obra magna La ciudad de Dios.
Al respecto, el historiador bizantino Procopio recogió la siguiente anécdota (probablemente falsa según Gibbon): 
 Uno de sus eunucos se acercó [a Honorio] y le dijo que Roma había perecido. Visiblemente impresionado el emperador gritó: "Y sin embargo, ha comido de mi mano hace unos instantes!" Porque él tenía una gallina muy grande, su favorita, llamada Roma. El eunuco comprendió la confusión y le dijo que era la ciudad de Roma la que había perecido a manos de Alarico. El emperador, con un suspiro de alivio, respondió rápidamente: "Pero yo, mi buen amigo, pensé que era mi gallina Roma la que había perecido." Tan grande, dicen, fue la locura con la que estaba poseído este emperador. Este relato inspiró el cuadro de John Williams Waterhouse: Los favoritos del emperador Honorio y la obra de Friedrich Dürrenmatt Romulus der Große (Rómulo el Grande).

## Evaluación de su mandato
El gobierno de Honorio durante 30 años podría catalogarse como de absoluta ineptitud, Honorio nunca fue un gobernante capacitado o audaz, era altamente influenciable por su consejo, que fue en gran medida responsable de las muertes de Estilicón y su hijo y de la rebelión de los bárbaros foederati. Durante su mandato se produjo la ejecución del único general que hacía frente a los bárbaros que invadían de manera constante el territorio romano, Estilicón, probablemente por consejo de sus cortesanos; también se produjo el levantamiento de los bárbaros foederati que servían en el ejército romano, lo que tuvo como consecuencia que los bárbaros se pasaran al lado de Alarico, el cual tomó Roma tras tres asedios sobre la ciudad, con Honorio refugiado en la ciudad de Rávena. Esto fue un golpe devastador para el Imperio romano de Occidente. Durante su gobierno se establecerían más tribus bárbaras dentro de las fronteras del imperio, la mayoría a causa de pactos y tratados que se firmaban para evitar que los bárbaros atacaran el corazón del imperio o saquearan las ciudades a placer.